# N891 (België)
De N891 is een gewestweg in de Belgische provincie Luxemburg. Deze weg vormt de verbinding tussen Marbehan en Gérouville. De totale lengte van de N891 bedraagt ongeveer 20 kilometer.

## Plaatsen langs de N891
- Marbehan
- Orsainfaing
- Rossignol
- Termes
- Les Bulles
- Jamoigne
- Valansart
- Gérouville